# Абелли, Луи
Луи́ Абелли́ (фр. Louis Abelly; июнь 1603 года, Париж — 4 октября 1691 года, там же) — французский прелат XVII века, доктор богословия, граф родезский и епископ Родеза c 9 июня 1664 года по 1666 год; с 1666 года лазарист.
С особым рвением выступал против янсенистов. Написал несколько учёных трудов:
- пространное жизнеописание Викентия де Поля;
- книгу о церковном предании о почитании св. Девы Марии (1651);
- популярное в своё время сокращение богословия «Существо теологии» («Medulla theologica» в 2-х книгах, 1650; переиздание 1839 года Манцем в Регенсбурге).

Умер в 1691 г. в монастыре св. Лазаря в Париже в возрасте 88 лет.